# Via Verda d'Ojos Negros
La Via Verda d'Ojos Negros, també coneguda com a Via Minera és una via verda que parteix de les antigues mines de ferro a la localitat d'Ojos Negros en la província de Terol i finalitza en Algímia d'Alfara a València, travessant les comarques de Camp de Morvedre i Alt Palància al País Valencià, i Gúdar-Javalambre, Comunitat de Terol i Jiloca a l'Aragó. La ruta de 161 km és la via verda condicionada més llarga d'Espanya i és ideal per a recórrer-la caminant, a cavall i especialment en bicicleta, a més proporciona un elevat grau d'accessibilitat per a persones amb mobilitat reduïda pels escassos desnivells.

## Origen i història
La via fèrria d'Ojos Negros - Sagunt va ser un ferrocarril construït per transportar el mineral de ferro des de serra Menera fins al port de Sagunt. En un primer moment per a la seua exportació i a partir del 1923 per la seua transformació en acer als alts forns de Sagunt.

### Toponímia i períodes històrics
El topònim d'Ojos Negros es creu que prové de les taques fosques produïdes per la calcinació de les escòries en grans clots en el procés de forja.

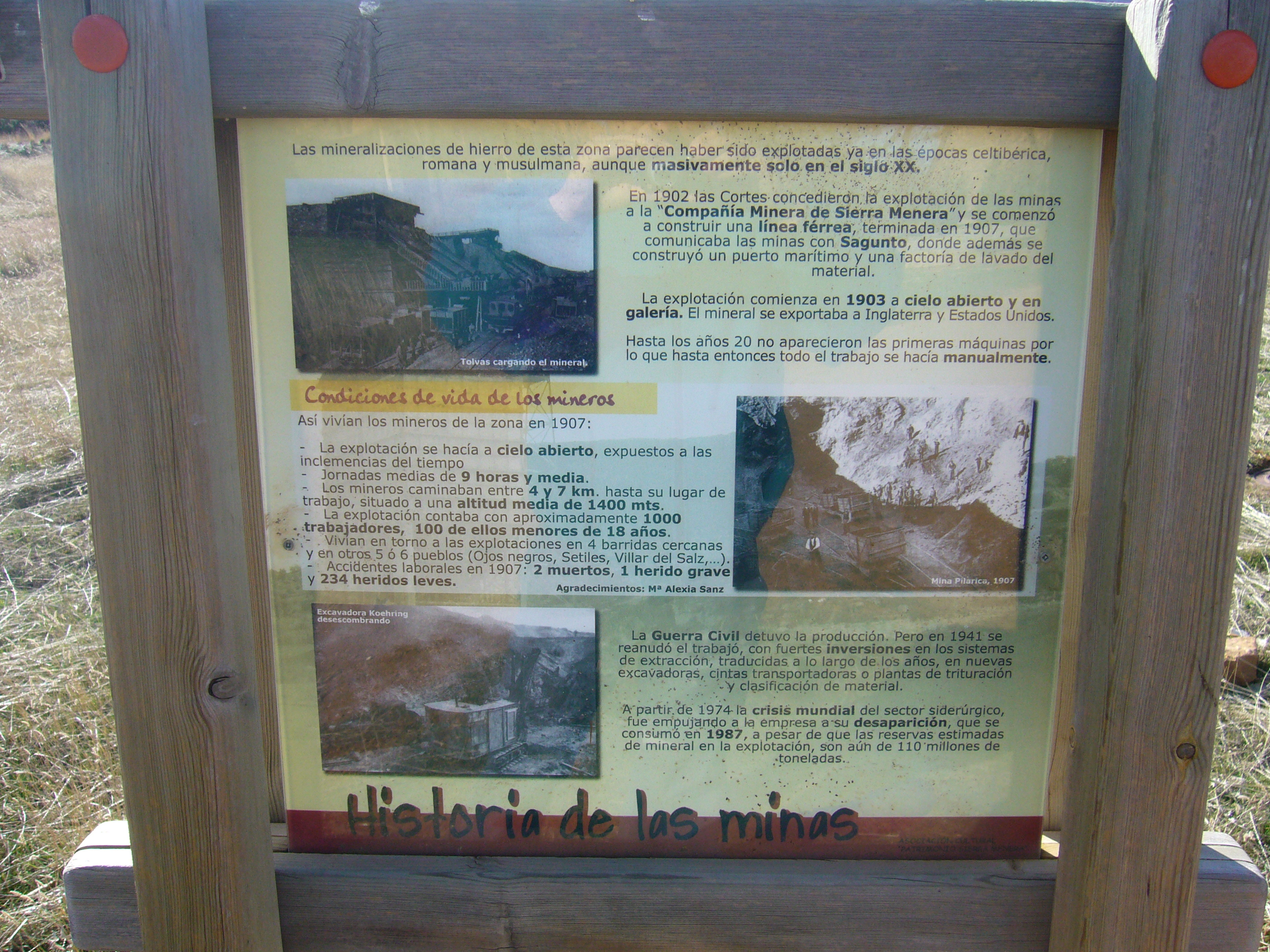
Cartell informatiu sobre les mines a Ojos Negros

Els jaciments de ferro de la serra Menera a les localitats aragoneses d'Ojos Negros i Villar del Salz i les castellanes Setiles i Tordesilos han estat des d'antic la font de riquesa més important a la zona, fins i tot abans de l'edat mitjana, en èpoques celtibèrica, romana i musulmana, segons estudis portats a terme pels arqueòlegs Clemente Polo i Julián Ortega, membres del Seminari d'Arqueologia i Etnologia de Terol, ja es realitzaven processos metal·lúrgics en la zona: extracció, transformació i forja.

### L'explotació minera
L'explotació de les mines es va plantejar a cel obert atès que el mineral aflorava a la superfície. Va ser considerada la major explotació de mineral de ferro a cel obert d'Espanya. En els primers cinquanta anys d'explotació es van extraure més de 13.550.000 tones de mineral per al seu trasllat al port de Sagunt.
A la fi del segle xix es va concedir l'explotació dels jaciments de ferro a la localitat aragonesa d'Ojos Negros a un parell d'empresaris bascos que van fundar la Compañía Minera de Sierra Menera S.A. el 3 de setembre de 1900.

### El ferrocarril miner
A causa de la quantitat i qualitat del mineral extret decideixen sol·licitar la llicència per a la construcció d'un ferrocarril econòmic (de via estreta) per a transportar el mineral fins al port de Sagunt. Van Decidir construir aquesta línia a causa de diverses divergències amb els dirigents del Ferrocarril central d'Aragó que cobria l'actual línia entre Sagunt i Terol i que discorre de manera quasi paral·lela i de vegades a menys de cent metres de distància, la història del traçat és la d'un gran despropòsit.
El 10 de gener de 1902, la Reina Regent Maria Cristina d'Àustria atorga per una Reial Ordre la llicència per a la construcció d'un ferrocarril econòmic que transportara el mineral fins a la platja de Sagunt, on, per altra Reial Ordre es concedeix la llicència per a la construcció d'un embarcador en la platja de Sagunt, al Port de Sagunt.
L'elecció del camí de la via fèrria oferia diverses alternatives. Ciutats com València, Castelló, Borriana i Vinaròs pugnaren per aconseguir que l'embarcador s'instal·lara en els seus ports. L'estudi de les alternatives possibles portà a la companyia a optar per Sagunt, descartant traçats més complicats com el de l'eixida a Vinaròs passant per Utrillas o el recorregut per la conca del Túria per a eixir a València.

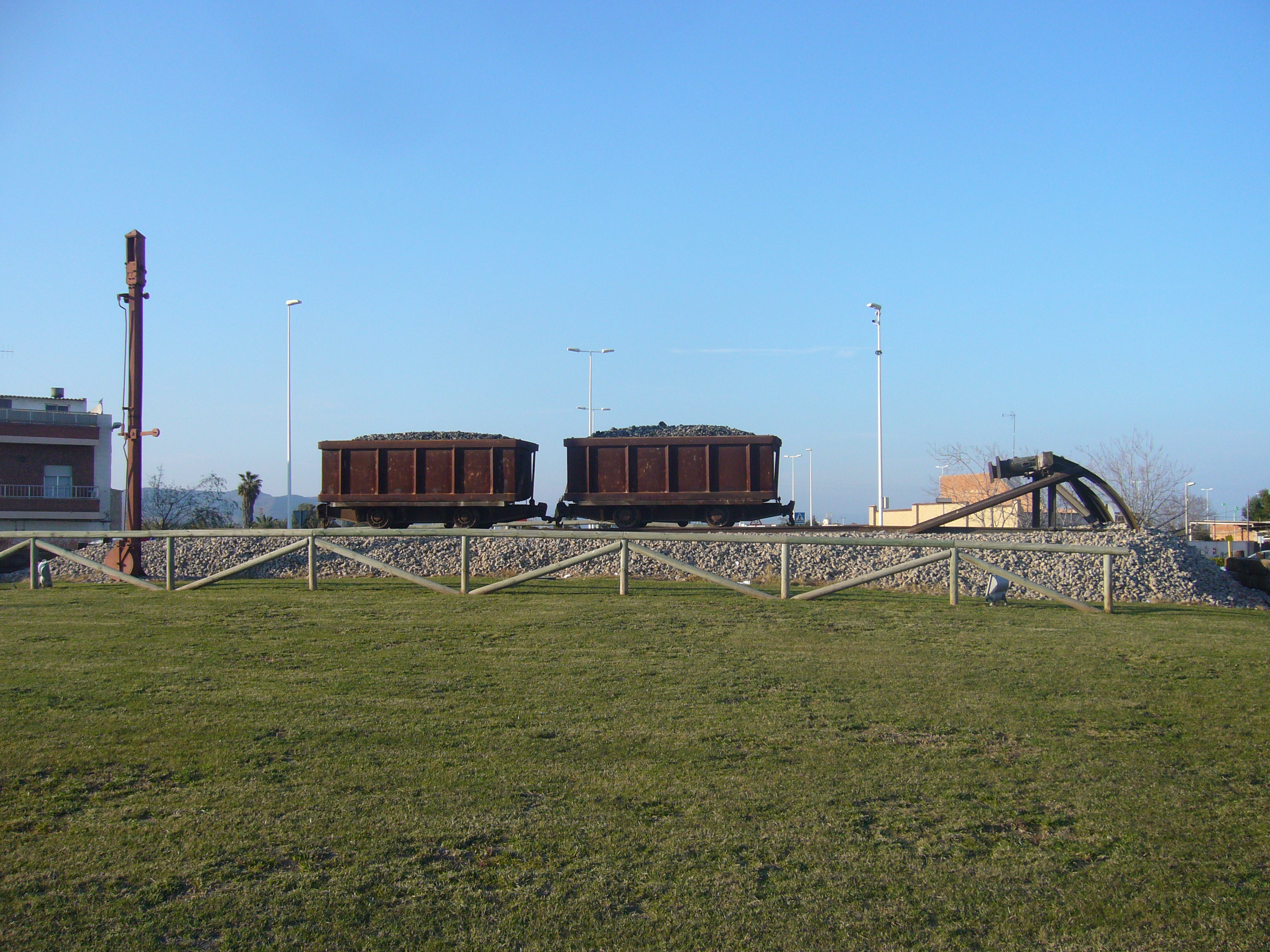
Tremuges usades a Ojos Negros, ara a una rotonda al Port de Sagunt on abans passava el ferrocarril miner

Aquest ferrocarril tenia una longitud de 205 quilòmetres, i durant el seu funcionament comptava amb 27 locomotores i 600 tremuges d'acer. Els combois estaven formats per un nombre de tremuges que variava entre 24, 26 o 33 remolcades per una locomotora. Des de Terol fins al Port d'Escandón era necessari l'ús de la doble tracció. L'obra més important d'aquest ferrocarril va ser el viaducte d'Albentosa, format per set arcs amb una longitud de 160 metres que salven una altura de 48 metres.

### Aparició i creixement del Port de Sagunt
Així doncs, començà un gran nivell d'activitat en aquest embarcador, tant que al voltant del mateix estava creixent un incipient nucli de població de treballadors. Una mica semblant (encara que a major escala) als Barris Miners de serra Menera. Per tant, la Compañía Minera de Sierra Menera fou la veritable responsable que avui dia existisca el Port de Sagunt. En 1917 es va instal·lar la Companyia Siderúrgica del Mediterrani (CSM), que s'aprofitava del mineral de ferro per a fabricar acer. Es produeix llavors un desenvolupament econòmic substancial i en 9 anys, el nou nucli urbà augmenta en vuit vegades la seua població amb l'allau de gent provinent de tot Espanya per a trobar feina.

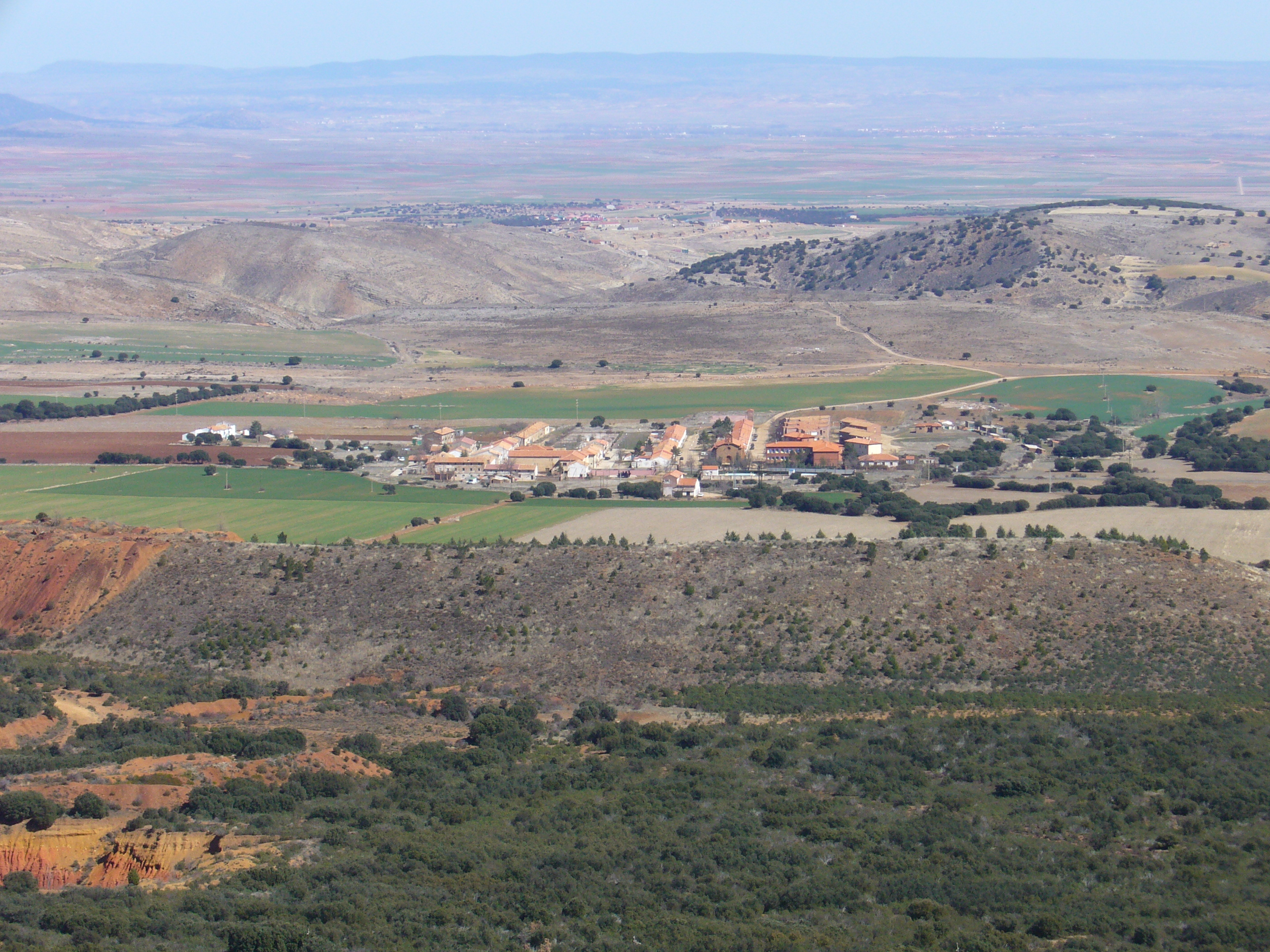
Barri miner d'Ojos Negros vist des de les mines
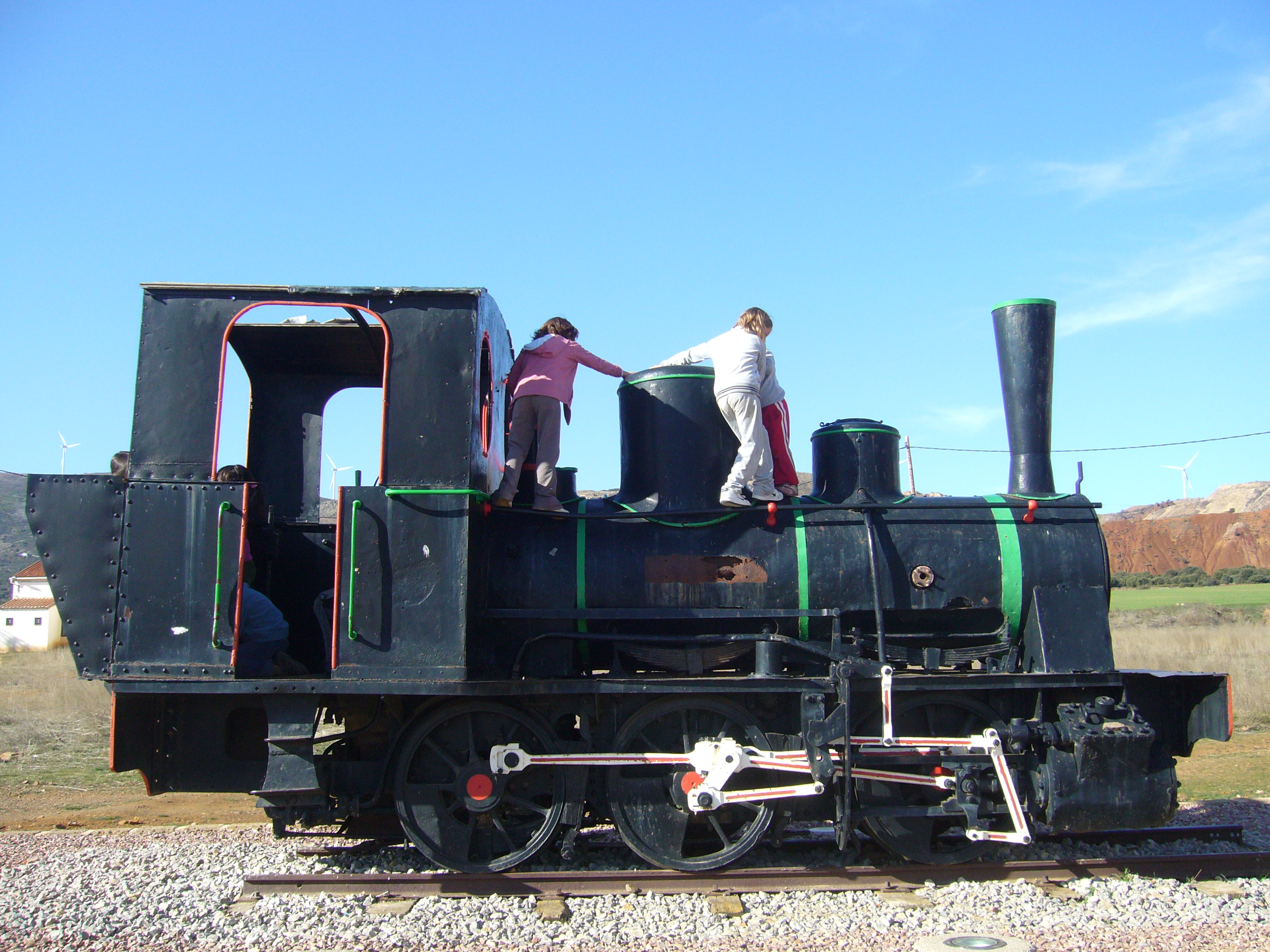
Antiga locomotora al barri miner d'Ojos Negros
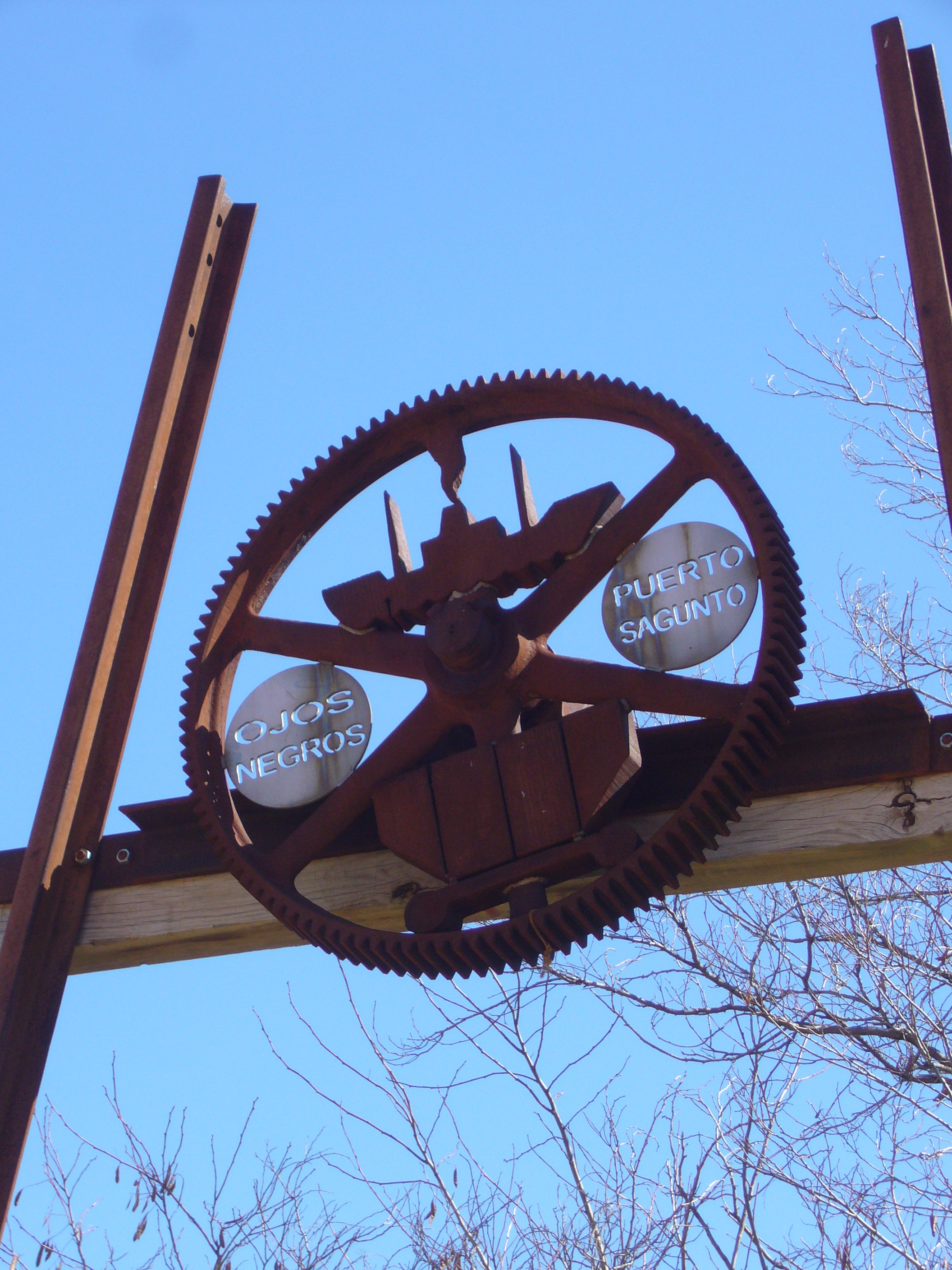
Monument commemoratiu del ferrocarril Ojos Negros - Sagunt

### Tancament i reconversió en via verda
Andoni Sarasola, director durant 20 anys de la Compañía Minera de Sierra Menera, defensava que fou un error històric en 1972 el tancament de la via fèrria d'Ojos Negros - Sagunt, i que va conduir a la fallida de la societat minera i, més tard, al desmantellament de la siderúrgica saguntina. Després d'exercir des de 1947 a 1967 com a director tant de la Compañía Sierra Menera com del ferrocarril Ojos Negros - Sagunt, Sarasola es va erigir en el principal opositor a l'aixecament de la via fèrria, que va ser acordat pels nous propietaris que van adquirir la societat a la fi dels anys 1960 i pel mateix règim de l'època, que va decidir atorgar a Renfe, la concessió privada que des de 1902 havia ostentat la Compañía Minera de Sierra Menera, i que fou la clau de la seua gran activitat durant les primeres sis dècades del segle xx. En el moment del traspàs de la concessió, Renfe ja acumulava un notable dèficit econòmic que va influir decisivament en la decisió presa.
Aquests fets va fer que s'abandonara el traçat del ferrocarril de la serra Menera el 29 de juliol de 1972. Els advertiments de Sarasola van ser corroborats posteriorment per dades aclaparadores: el preu del transport de mineral de ferro per part de la companyia estatal va augmentar un 180% en 1977, cinc anys després de començar la seua concessió, el que va acabar duent a la companyia minera primer a la suspensió de pagaments i, posteriorment, a la fallida. En moltes ocasions el cost del transport de Renfe de mina a port era superior al preu del mineral sobre vagó mina.
Al maig de l'any 2001 el govern valencià va inaugurar el condicionament de l'antic traçat ferroviari per al seu ús com a via verda, posteriorment el govern aragonès i el Ministeri de Medi Ambient van fer el propi amb la part aragonesa del recorregut posant-se en servei la totalitat de la via verda el 26 de febrer de 2008.

## Geografia
El ferrocarril partia de la localitat aragonesa d'Ojos Negros situada en la comarca del Jiloca. Des d'allí continuava en direcció sud-est travessant la vall formada per la conca del riu Jiloca fins a arribar a la ciutat de Terol. Des d'allí s'interna en la serra de Javalambre fins a penetrar al País Valencià. Després de travessar l'erm de Barraques s'interna en les últimes unitats de la serra de Caudiel o serra d'Espina, el Monleón a Viver i, en general la mateixa plataforma central de la vall del riu Palància, a partir de Xèrica, realitzant un descens que la durà des d'aproximadament mil metres d'altura fins a la riba del mar, en Sagunt, encara que ara només arriba condicionada com a via verda a Algímia d'Alfara.
Com es pot deduir el recorregut de la via discorre a través de paratges molt abruptes el que li ha conferit un caràcter especial.

## Recorregut de la via verda

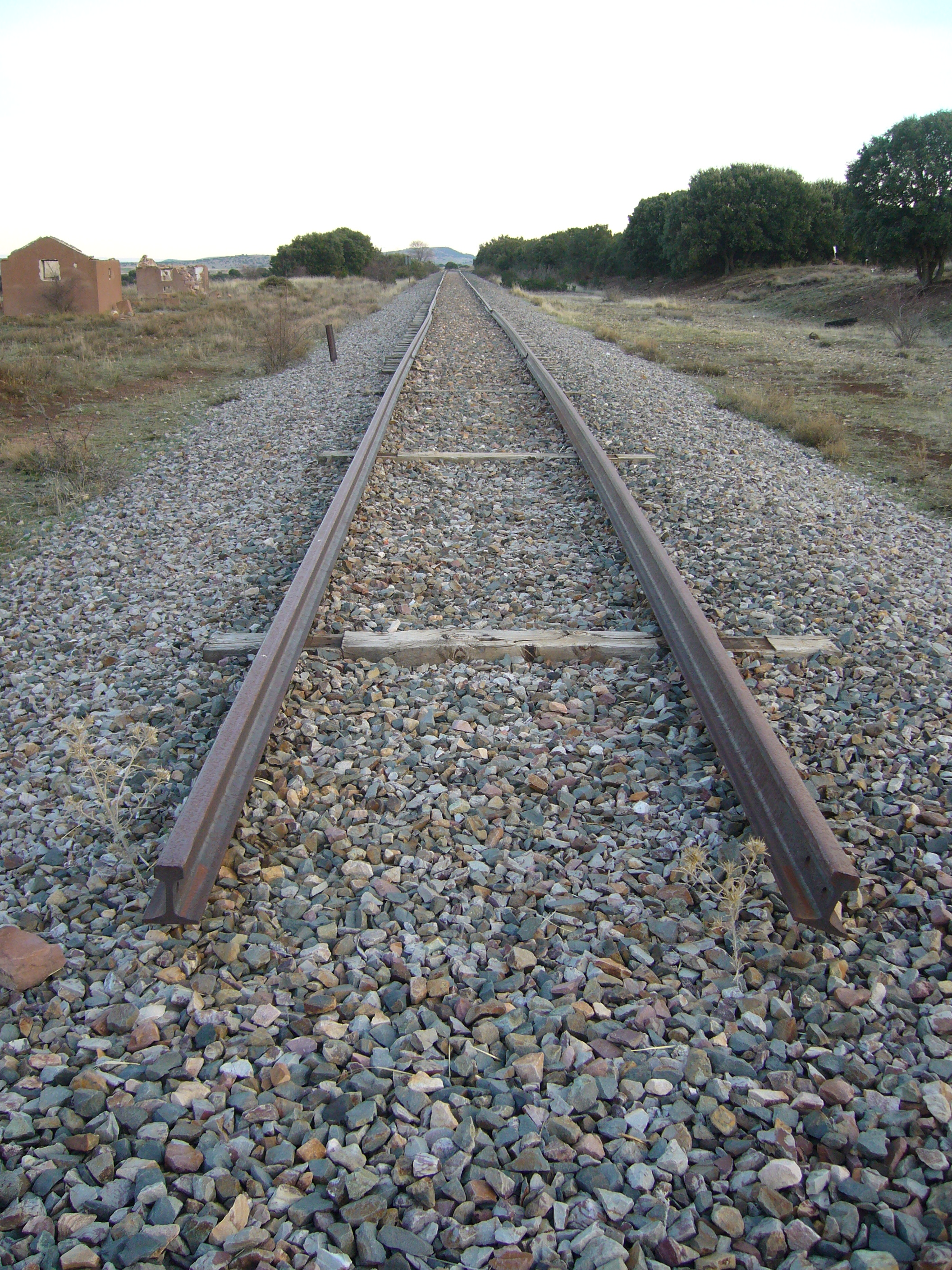
Vies i travesses al barri de l'Estació d'Ojos Negros

La via verda condicionada té el seu inici a la zona de càrrega del mineral de ferro a les mines d'Ojos Negros finalitzant en arribar al Barri de l'estació d'Ojos Negros després de poc més de 2 km, això és degut al fet que als 25 km entre Ojos Negros i Santa Eulalia encara romanen les vies originals esperant un possible ferrocarril turístic (altres iniciatives proposen que puga usar-se també com a ciclo-rail Arxivat 2009-04-16 a Wayback Machine.) sense descartar un traçat per a vianants i ciclistes en paral·lel.
Des de Santa Eulalia l'itinerari és continu fins a arribar a Algímia d'Alfara, amb tendència descendent cap a la mar, malgrat que s'ha de salvar el port d'Escandón a 1240 m d'alçada.
En total té un recorregut d'un poc més de 160 km de distància sent la via verda més llarga de l'Estat

### Itinerari al País Valencià

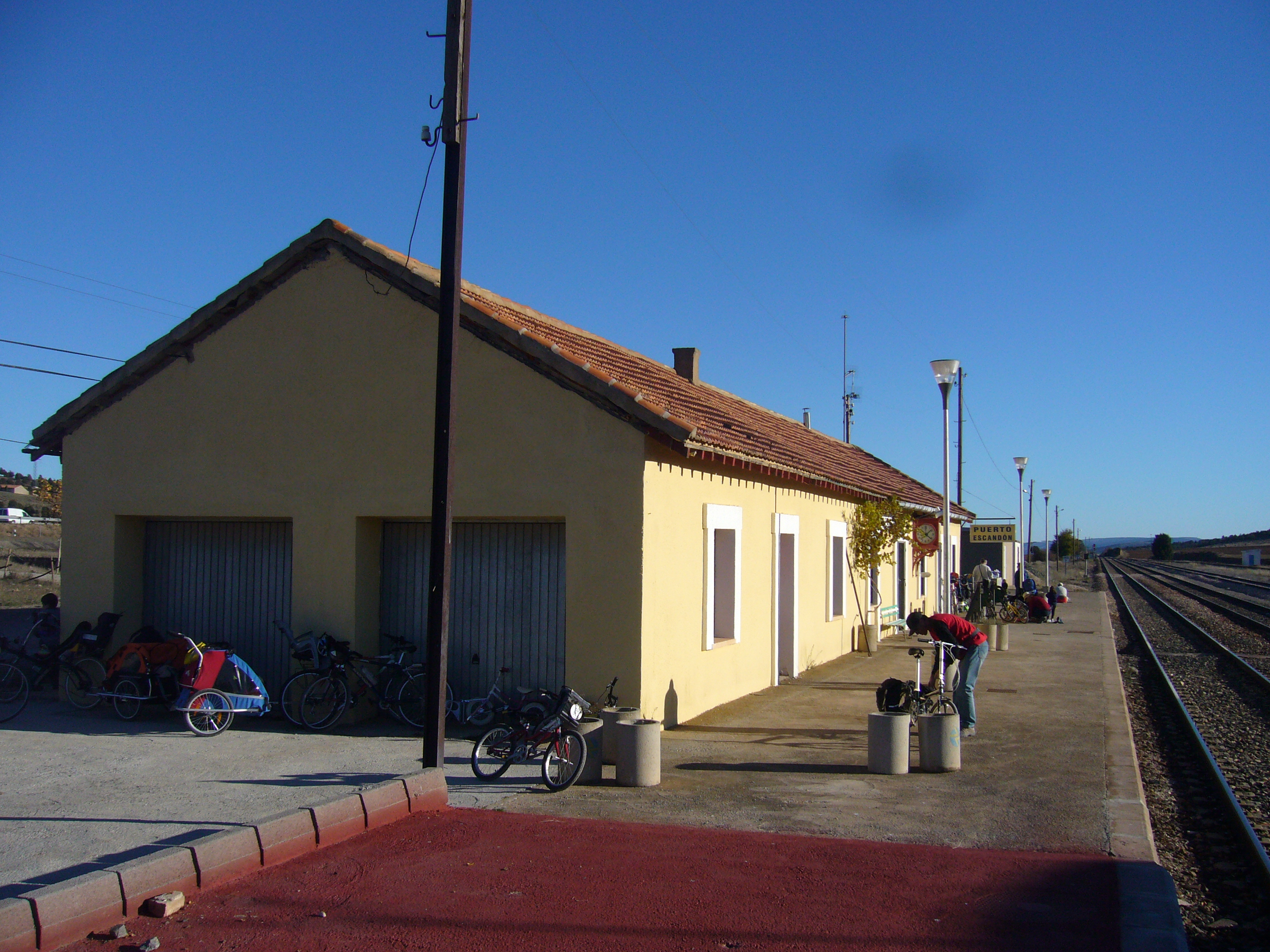
Estació del Port d'Escandón

Algímia d'Alfara (Camp de Morvedre) - Alfara d'Algímia - Algar del Palància - Sot de Ferrer (Alt Palància) - Sogorb - Altura - Navaixes - Xèrica - Caudiel - Benafer - Viver - Toràs (encreuament amb el GR 7)- Barraques - El Toro.

### Itinerari a l'Aragó
Albentosa (Gúdar-Javalambre) - Rubielos de Mora - Sarrión - La Pobla de Valverde - Terol (Comunitat de Terol) - Caudé - Cella - Villarquemado - Santa Eulalia – Almohaja - Peracense (Jiloca) - Villar del Salz - Ojos Negros (encreuament amb el GR 24)

### Divisió actual del traçat
La via verda d'Ojos Negros apareix dividida en dos segments atenent al territori sobre el que passa i l'administració que s'encarrega del seu manteniment:
- Ojos Negros I, que paradoxalment és l'últim tram de l'antiga via fèrria, posseeix uns 70 km i va des de l'esmentada estació d'Algímia d'Alfara en el Camp de Morvedre, sobre uns 200 m sobre el nivell del mar, fins al límit autonòmic amb Aragó en el terme municipal de Barraques, última localitat de Castelló, a uns 1000 m. d'altura, abans d'entrar en Terol. Va ser condicionada en el seu moment per la Direcció de Transports de la Generalitat Valenciana. Al llarg d'aquest tram existeixen quinze túnels i vuit ponts.

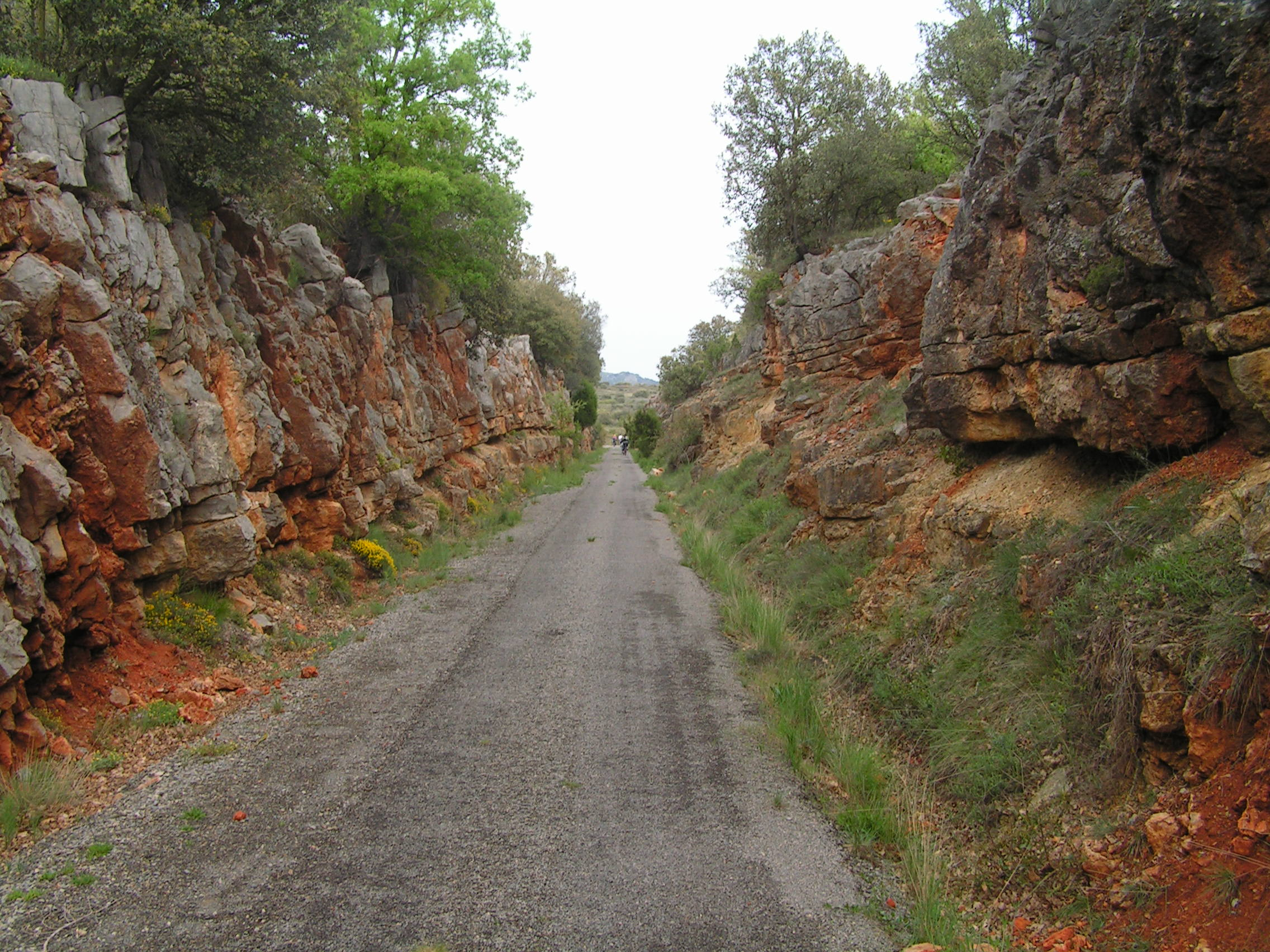
Endinsant-se en un talús molt a prop de l'estació del Palancar

- Ojos Negros II, va ser condicionada pel Govern d'Aragó al llarg dels anys 2006 i 2007, i el 2008 pel Ministeri de Medi Ambient, posseeix 91 km i va des de Barraques fins a Santa Eulalia a uns 1240 m sobre el nivell del mar passant pel Port d'Escandón. Al llarg d'aquest tram existeixen cinc túnels i 13 viaductes.

### Coincidència amb el traçat original
Dels 205 quilòmetres de l'antic traçat del ferrocarril no s'han aprofitat tots ells per a la conversió en via verda, el recorregut posseeix punts de desviament del traçat original; menys del 10% en les comarques de Castelló, que en el cas de les comarques de Terol no arriba ni al 2%. Existeixen diversos punts en els quals el traçat original del ferrocarril no serveix de base per a l'actual via verda, tals com la travessia de Xèrica, Altura, zones de Sogorb, Soneixa, Algar del Palància, Barraques i algun punt en Albentosa, Escandón o Cella, en aquests casos ha estat ocupat per edificacions, basses de reg, carreteres, etc., sobretot al llarg del recorregut de l'autovia Mudèjar, entre Algímia d'Alfara i Sagunt.

### Prolongació fins a Sagunt i connexió amb la via Xurra
Les obres de l'autovia Mudèjar van engolir una part important del traçat original de la via verda i la seua recuperació no fou possible. Per connectar amb el seu origen inicial, el Port de Sagunt, la Conselleria d'Infraestructures i Transports pretenia habilitar al llarg de 2009, els 17 km del tram entre Algímia d'Alfara i Sagunt, per a posteriorment arribar al Port de Sagunt. Aquest nou tram utilitzarà 7,85 km de camins agrícoles, 1,15 km de carrils bici existents, 2,68 km del traçat original i 5,32 km de nou traçat. El nou tram disposarà de 4 passarel·les, 3 d'elles d'uns 35 m. i l'altra d'uns 10 m. de longitud i 2 túnels, a més de 2 noves àrees de descans, una en l'eixida del primer túnel i l'altra en Albalat dels Tarongers. Igualment està previst connectar la via verda d'Ojos Negros entre Sagunt i Puçol, des d'on enllaçarà amb la Via Xurra, disposant de més de 200 km. de vial no motoritzat entre Ojos Negros i València.

## Condicionament

### Equipaments

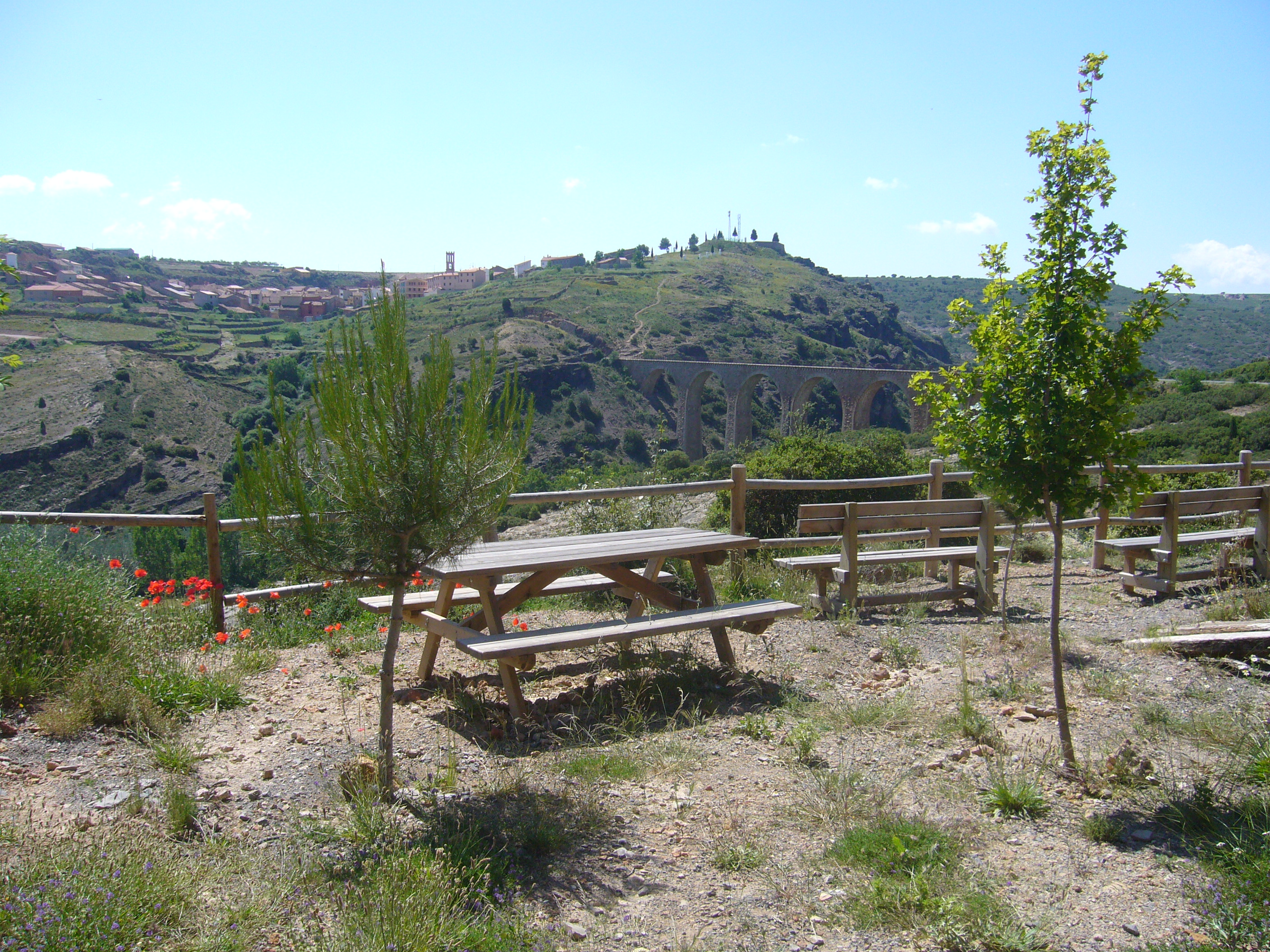
Poble d'Albentosa i el seu impressionant viaducte des d'una àrea de descans

La creació de la via verda ha suposat la millora i condicionament de diversos equipaments, mantenint-se exemplarment la majoria d'obres de fàbrica, entre elles els túnels. Hi podrem trobar:
- Àrees de descans o miradors molt útils per a gaudir del paisatge i descansar, ja que disposen de taules amb bancs de fusta, aparcaments per a bicicletes, i arbres de recent plantació que en el futur donaran ombra. Punt quilomètric i nom:
  - 118.90 Àrea de descans del Palancar.
  - 125.10 Àrea de descans del pla de Barraques.
  - 130.90 Àrea de descans de l'estació de Toràs.
  - 135.70 Mirador del Rodeno.
  - 137.10 Àrea de descans de Masadas Blancas.
  - 144.70 Àrea de descans de l'estació de Caudiel.
  - 150.30 Àrea de descans de Novales.
  - 154.10 Àrea de descans CN-234 - Xèrica.
  - 156.45 Àrea de descans de l'estació de Xèrica.
  - 159.20 Mirador del Regajo.
  - 159.60 Àrea de descans de la pedrera de Navaixes.
  - 163.90 Àrea de descans del parc d'Altura.
  - 165.70 Àrea de descans de la Rambla de Monteros.
  - 169.80 Àrea de descans de l'estació de Sogorb.
  - 175.70 Mirador de Sot de Ferrer.
  - 184.90 Àrea de descans Autovia Algímia - Torres-Torres.

- Túnels, al llarg del recorregut s'han recuperat la totalitat dels túnels per on passava adés el tren carregat de carbó llevat del de Gilet, i que possiblement és recuperat en la prolongació prevista fins a Sagunt.
- Il·luminació, la majoria dels seus 20 túnels (existeixen alguns molt curts), s'han equipat il·luminació que es connecta de forma automàtica en el moment que els usuaris s'endinsen en ells, malgrat els afectats per vandalisme que de tant en tant els fan inservibles, pel que és recomanable portar il·luminació a la bicicleta o llanterna perquè alguns túnels o bé són llargs o bé fan corba, i fa perillosa la circulació a les fosques.
- Ponts, els 21 ponts de la via verda s'han recuperat i podent gaudir de les vistes que ofereixen.
- Estacions i casetes de guarda-agulles, s'han recuperat algunes estacions com El Palancar a Barraques, que actualment funciona com a àrea recreativa, refugi amb 25 places i zona de campament per a 120 persones[16] depenent de la Generalitat Valenciana,[17] la caseta de Santa Bàrbara a Xèrica, etc.
- Aigua potable, al llarg de la via verda són escassos els punts on proveir-se d'aigua a peu de via, caldrà doncs apropar-se a les poblacions properes per carregar aigua a més d'anar ben equipats amb cantimplores i/o bidons per a l'aigua, sobretot a l'estiu que a les hores de sol la calor pot arribar a ser sufocant. On sí que trobarem aigua serà a: l'estació de Santa Eulalia on hi ha aigua potable, a l'estació del Palancar hi ha una font però amb indicació d'aigua no clorada i en Altura, al parc vora el càmping hi ha una font.
- Senyalització, la via verda té abundant senyalització als diversos trams, per indicar els punts quilomètrics seguint el quilometratge original del ferrocarril (d'oest a est), també hi ha senyals que indiquen la direcció i distància dels pobles dels voltant amb els serveis disponibles, les distàncies a les estacions o àrees de descans més properes, les direccions per arribar als indrets propers de la via verda, i panells informatius amb informació genèrica de la via verda: els perfils, les distàncies, els accessos i les eixides, així com senyals informatives a certs viaductes en les quals es pot llegir: 'Pont on va caure la ruca i no es va matar', el que els confereix cert aire entre pintoresc i misteriós.

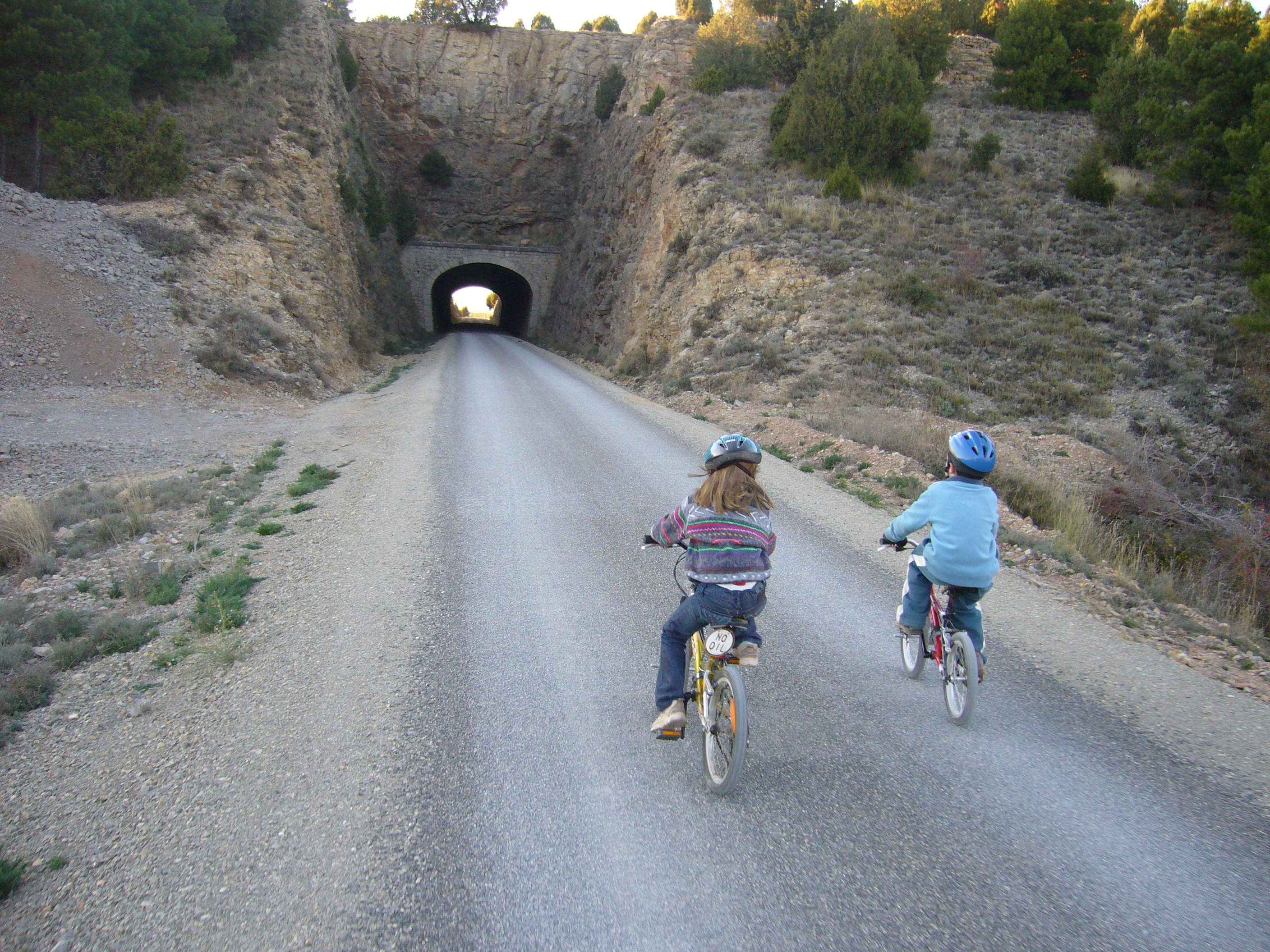
Túnel
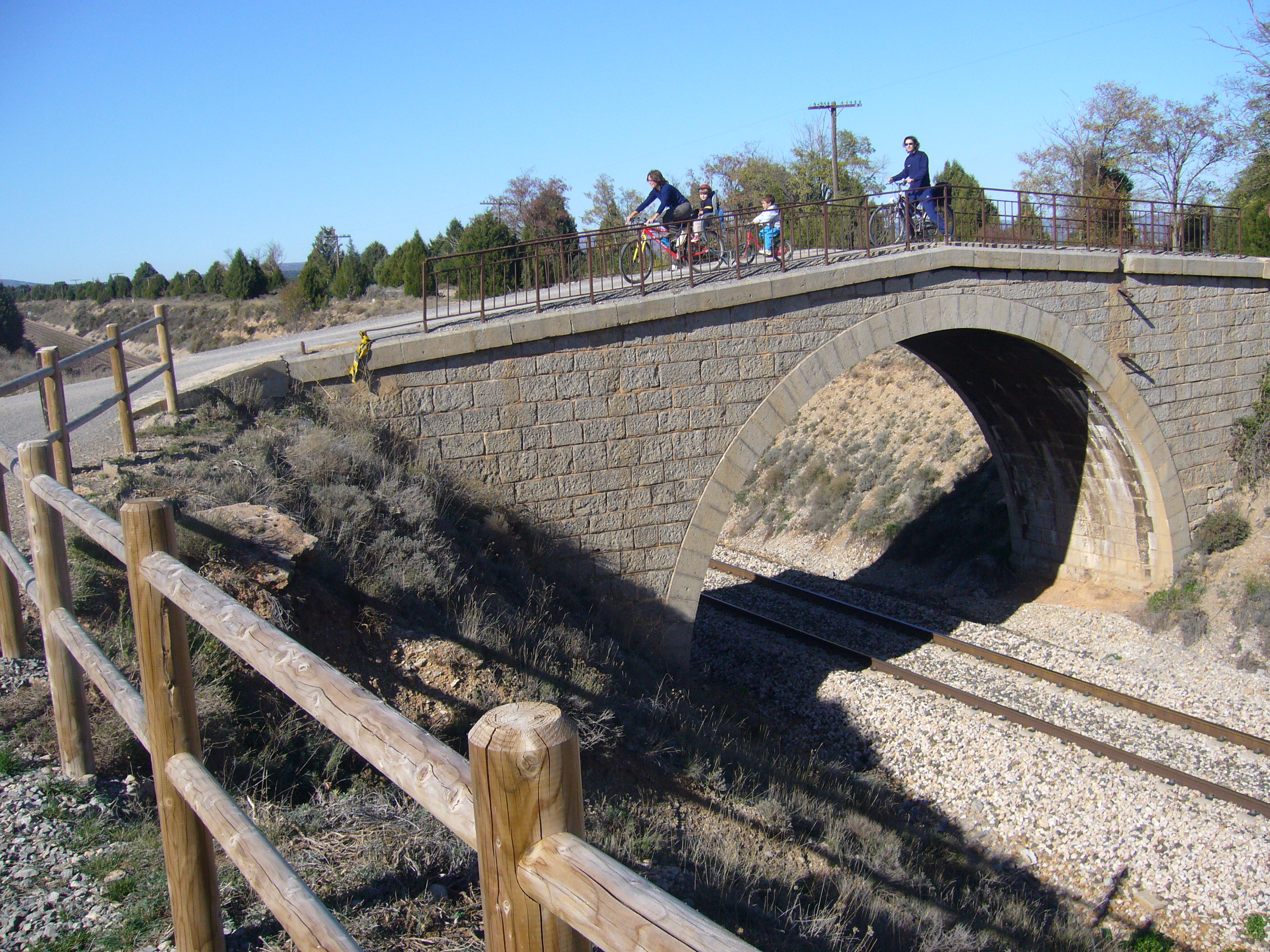
Pont per salvar la línia del ferrocarril
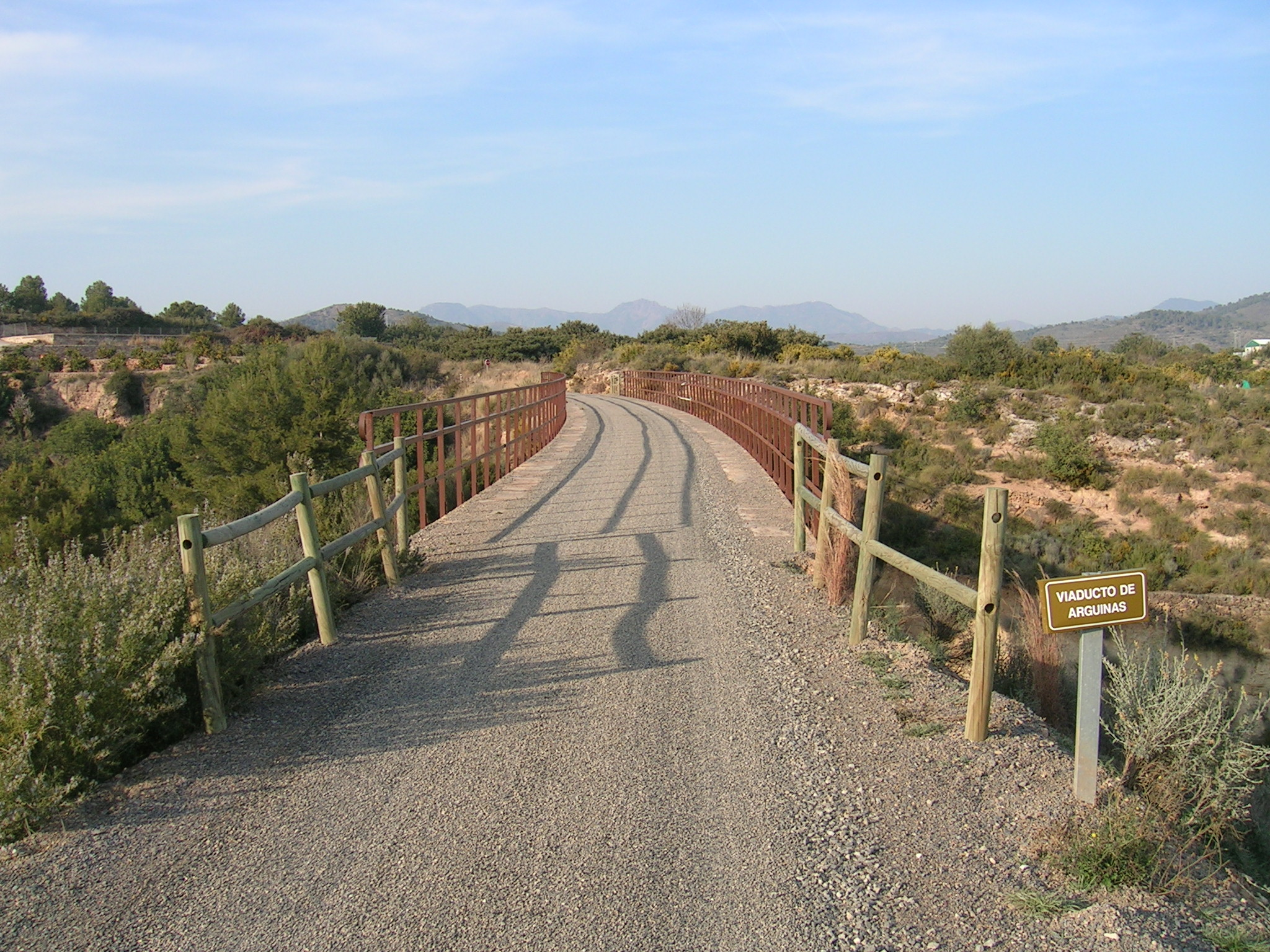
Viaducte Arguinas molt a prop d'Algímia d'Alfara
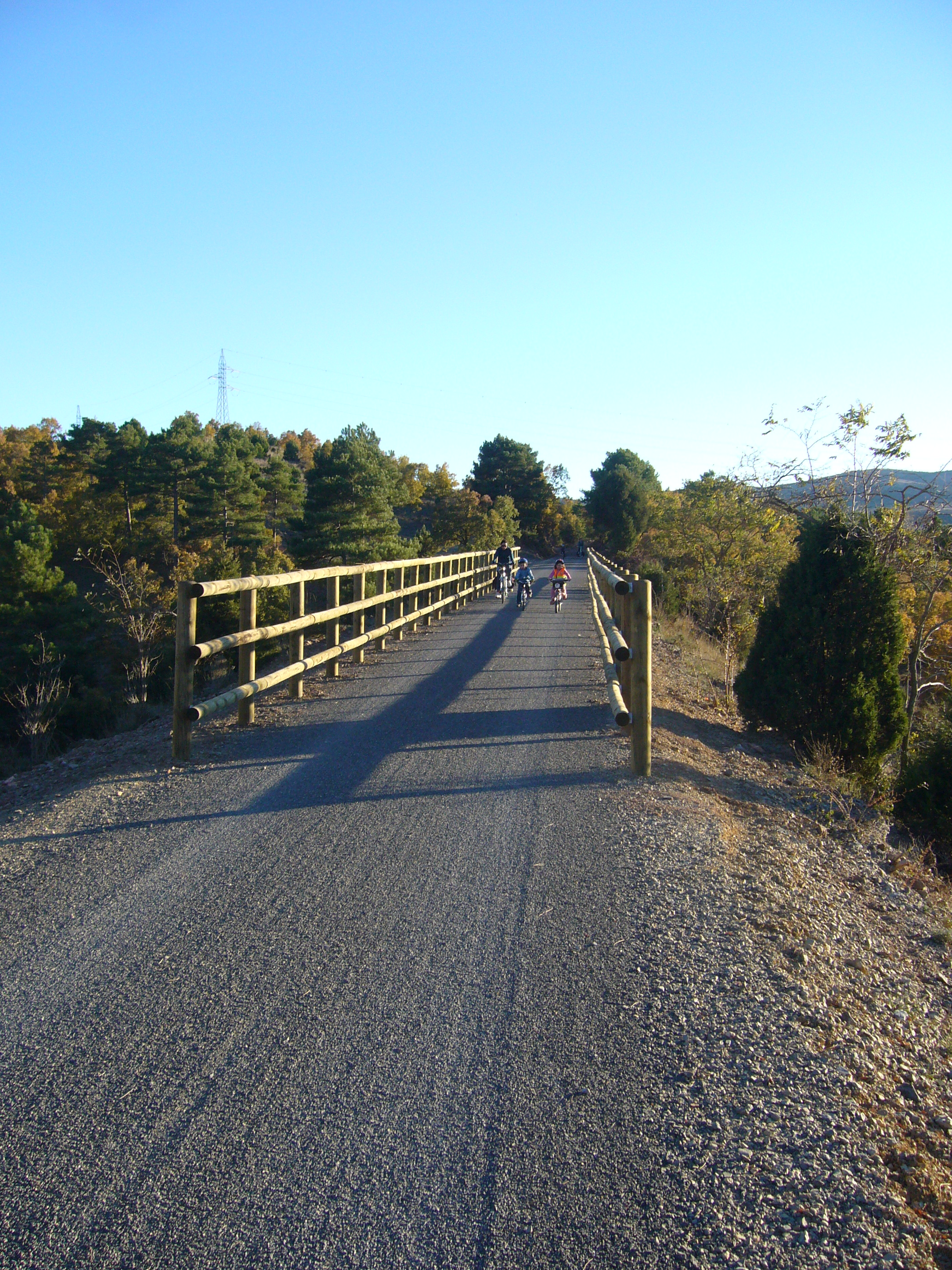
Tanques de protecció
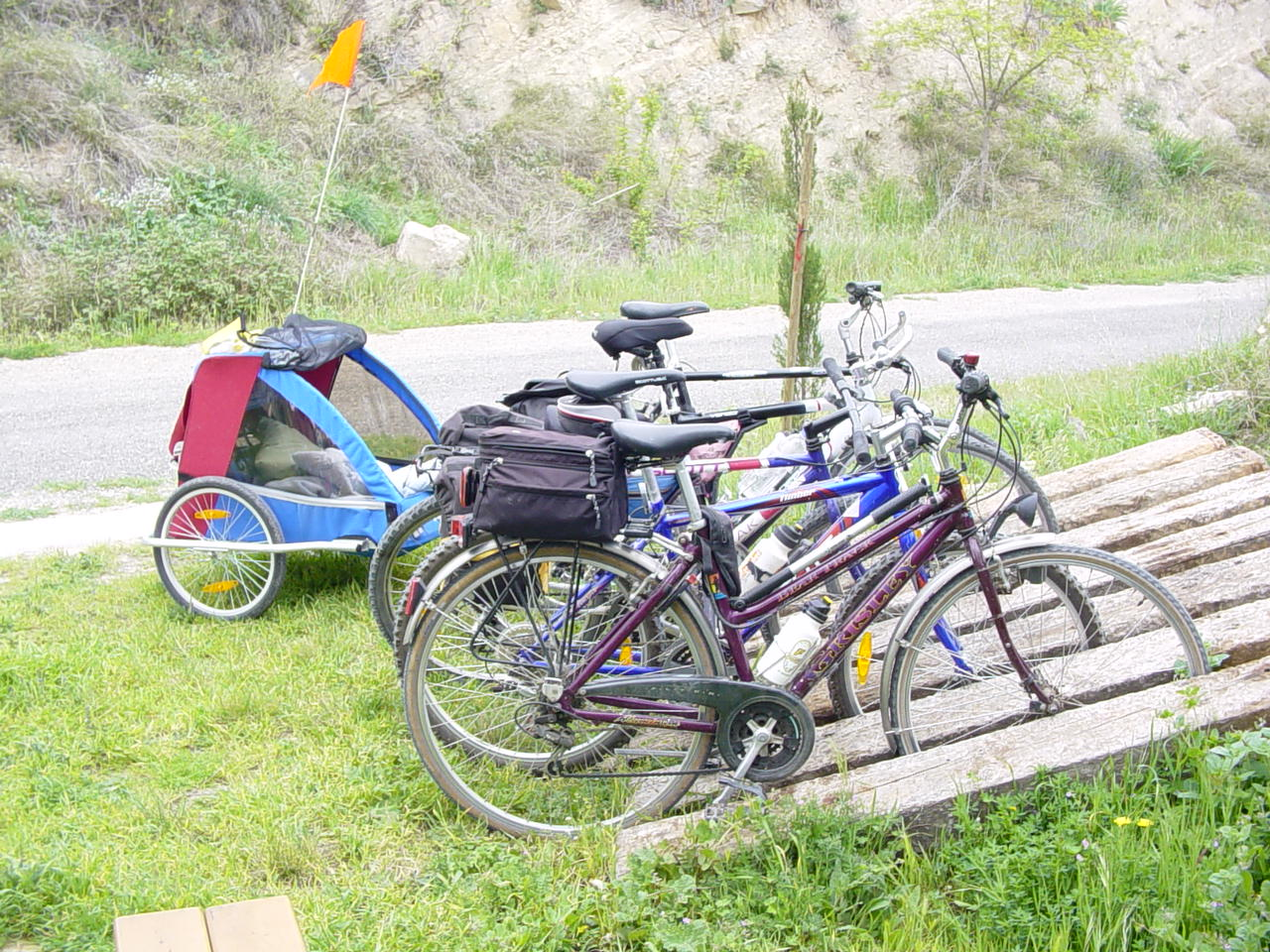
Aparcament a una àrea de descans
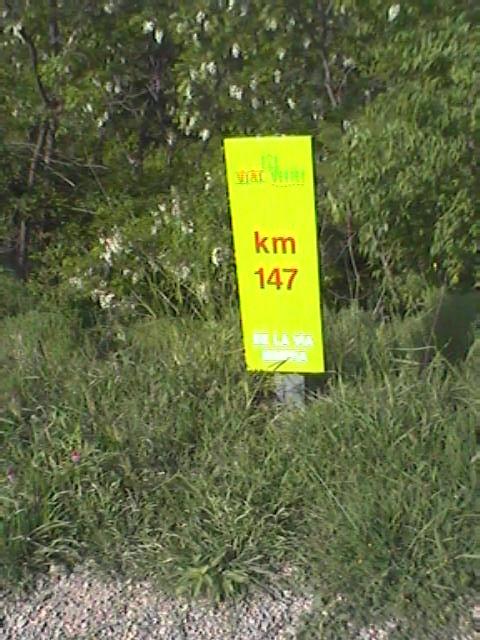
Punt quilomètric
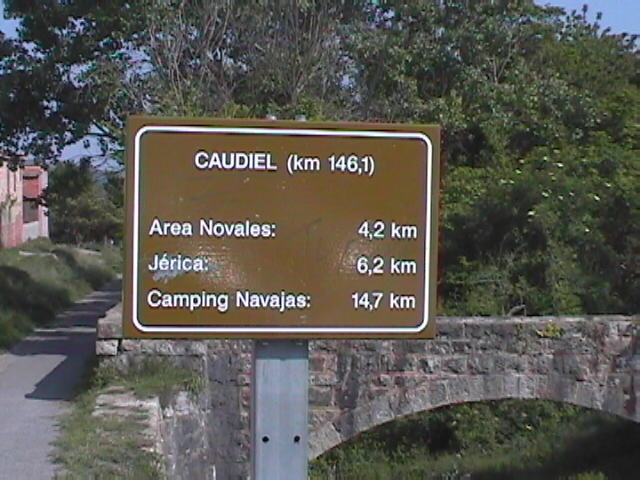
Senyal informatiu
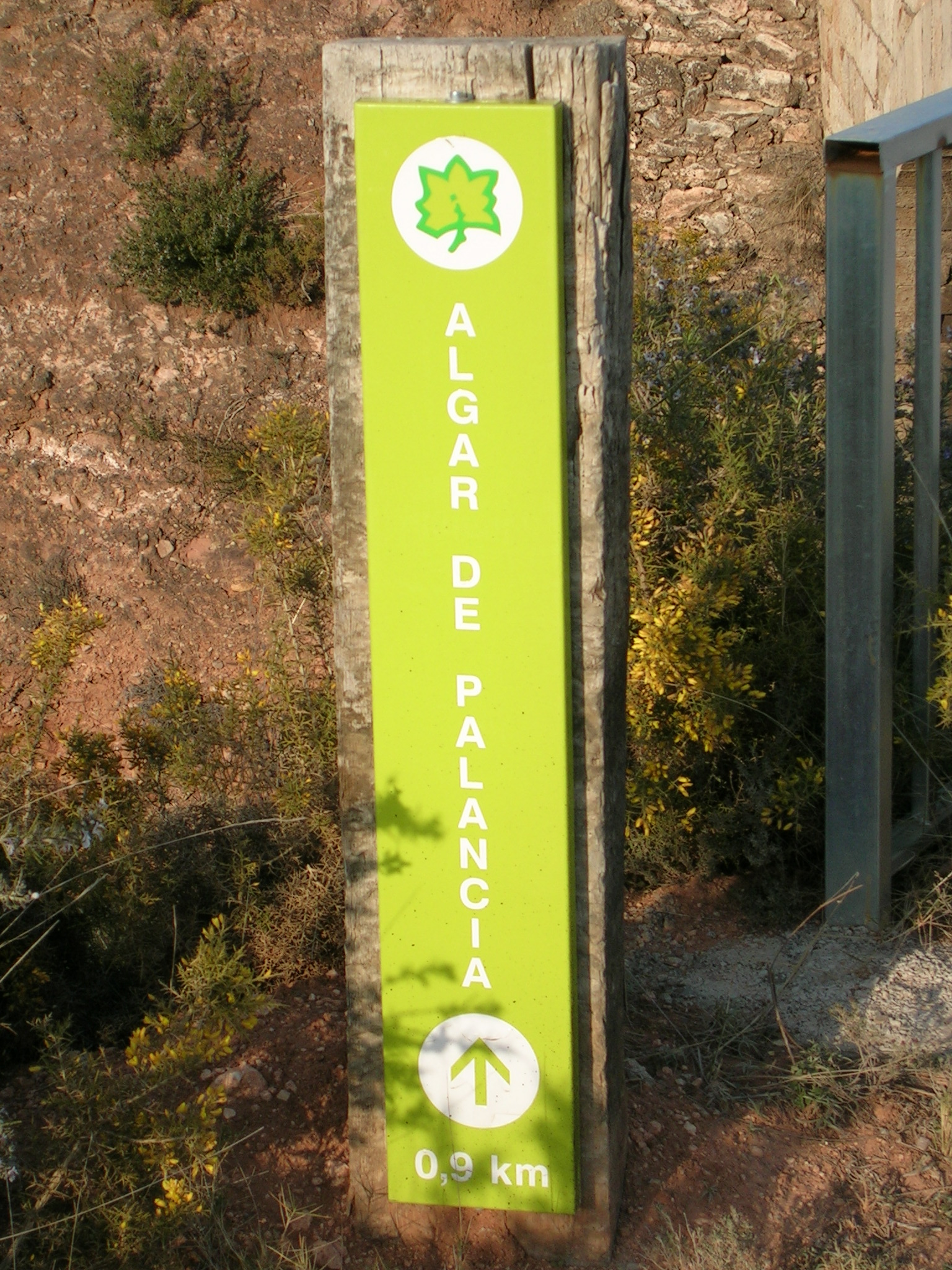
Senyal de direcció a Algar del Palància

### Ferm
El ferm de la via verda és diferent segons les zones per les que passa. A la part valenciana predomina el ferm mixt de terra compactada i asfalt, encara que en alguns casos es tracta de trams compartits amb la resta del trànsit i hi ha diversitat de paviments. El traçat aragonés, finalitzat el seu condicionat a la primavera de 2008, predominen els trams d'asfalt que han de suportar unes condicions climàtiques extremes a l'hivern, a més són abundants les tanques laterals de protecció en punts que pot ser perillosa una eixida de la via, fetes amb fusta tractada per a exterior.

## Accessos
Com s'ha explicat la via verda discorre paral·lela a la línia del ferrocarril entre Sagunt i Terol i també a l'autovia A-23, pel que existeixen diverses maneres d'arribar-hi.

### En tren
Són dues les línies fèrries que donen servei a la via verda, la línia C-5 del nucli de rodalia de València:
| Línia | Tram                             | Longitud (km) |
| ----- | -------------------------------- | ------------- |
| C-5   | València-Nord · Sagunt · Caudiel | 90            |

Els trens de la línia C-5 efectuen parades en les 7 estacions de rodalia que posseeixen connexió més o menys pròxima amb la via verda (entre uns pocs metres i dos quilòmetres en el cas de Sogorb): Estivella, Algímia d'Alfara, Soneixa, Sogorb, Navaixes, Xèrica i Caudiel.
D'altra banda, la línia L6 regional que uneix València amb Saragossa:
| Línia | Tram                                                                              |
| ----- | --------------------------------------------------------------------------------- |
|       | València Nord - Sagunt - Sogorb - Terol - Calamocha - Cariñena - Saragossa - Osca |

té parada a Sagunt, Sogorb, Barraques, Rubielos de Mora, Mora de Rubielos, Sarrión, La Pobla de Valverde, Port d'Escandón, Terol, Cella i Santa Eulalia.
Per a realitzar a peu itineraris per la via verda esta combinació serà l'òptima, igual que l'opció de l'autobús, podent combinar l'inici i final d'etapa en una estació diferent no fent falta fer un itinerari d'anada i tornada.

### Accés en tren amb bicicletes
Una de les maneres més comunes de recórrer la via verda és practicant el cicloturisme, i si per accedir a la via verda es pretén usar el ferrocarril haurem de tindre presents les condicions d'accés de les bicicletes al tren.

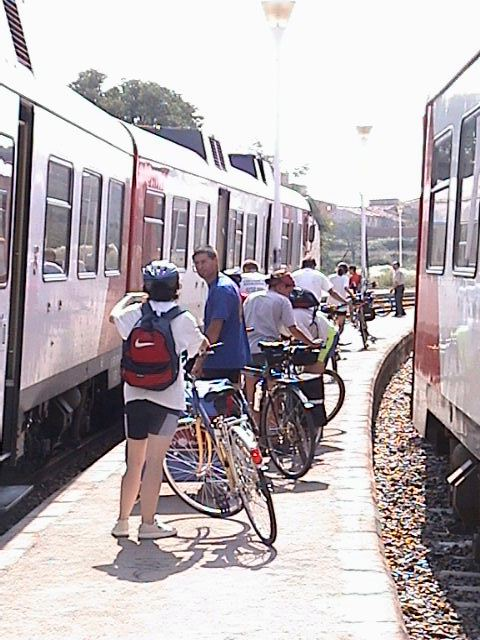
Carregant bicicletes al tren a Caudiel.

La línia C-5 de rodalies admet bicicletes en tots els seus trens però amb unes condicions que donada la forta demanda, sobretot en caps de setmana i festius, solen ser insuficients, pel que és molt recomanable consultar abans les condicions de cada moment a Renfe.
Si es pretén usar la línia regional L6, s'ha de tindre en compte que dels 3 trens regionals que circulen cada dia, 2 són trens TRD que no accepten bicicletes si no són plegables i plegades, i l'únic que sí que n'accepta ix de l'Estació de València passades les 18.30 hores, cosa que fa impossible fer ús d'estos trens sense pernoctar abans d'iniciar la ruta.
Aquesta situació ha suposat que des de diversos col·lectius cicloturistes i de ciclistes urbans, i també polítics, s'estiga fent pressió a Renfe mitjançant queixes i reclamacions per a resoldre la situació que perjudica el binomi intermodal tren+bicicleta per recórrer la línia de València a Saragossa.

### En autobús
Les companyies que presten servei a la zona són:
- Autocares HERCA que opera des de València, Port de Sagunt i Sogorb
- Autos Vallduxense AVSA. Opera des de Castelló
- Autocares grupo SAMAR. Opera des de València i Terol
- Grupo Autobuses Jiménez Arxivat 2009-02-01 a Wayback Machine. Línia regular Saragossa-València

### L'accés en vehicle privat
També és possible accedir mitjançant vehicle privat motoritzat, ja que l'autovia A-23 posseeix un traçat similar a la via verda, creuant-se amb ella en diverses ocasions i poden accedir fàcilment a les poblacions de pas. Esta opció obliga a fer i desfer un mateix recorregut, combinar l'itinerari amb el tren, o bé combinar vehicles.

## Accessibilitat
El traçat de les vies verdes presenta un itinerari amb un desnivell molt poc pronunciat. Els trens no poden salvar grans desnivells i la reconversió de les plataformes ferroviàries en itineraris d'oci ha fet que siguen unes infraestructures ideals per a persones amb mobilitat reduïda. Disposar de pendents suaus i corbes molt àmplies fan que siga molt còmode anar per elles tant en cadira de rodes com amb bicicleta adaptada.
La ruta és ideal per a realitzar-la amb xiquets i en família, ja que permet adaptar el recorregut en funció de les capacitats físiques dels petits ciclistes o dels imprevists que puguen sorgir.

## Llocs d'interés

### Paratges naturals
La via verda travessa les proximitats de dos parcs naturals d'un indubtable interés mediambiental, el parc natural de la serra Calderona i el parc natural de la serra d'Espadà. A més discorre propera dels paratges naturals de la Dehesa de Soneixa, Peñaescabia en Begís i el Pozo Junco en el Toro.
A més a més entre Terol i el Port d'Escandón, són destacables els savinars, en concret els Savinars del Port d'Escandón han estat declarats com a Lloc d'Importància Comunitària integrat dins de la Xarxa Natura 2000,i les rossegueres que despullen i estripen materials geològics molt variats com pedra arenosa, guixos, taules calcàries, conglomerats, etc. de colors rojos, blancs, grocs, i que han donat lloc a un altre Lloc d'Importància Comunitària denominat aflorament guixenc de Tortajada amb interessants comunitats de brolla guixenca.
D'altra banda a Xèrica el riu Palància fa un meandre i existeix un passeig vora riu per la part baixa de les zones d'escalada, amb àrees de descans i parcs infantils. A Sogorb, el Paratge Natural Municipal de La Esperanza s'utilitza com a zona d'esbarjo i passeig per als ciutadans de Sogorb, que busquen tranquil·litat en un entorn natural.
La via verda passa ben a prop del Pantà del Regajo, siguen un indret amb grans pinades i molt freqüentat per passar el dia o acampar.
La via verda és travessada pel sender GR 7, així com per altres senders de petit recorregut.

### Patrimoni
La via verda passa per nombroses localitats d'interès arquitectònic, natural i cultural:
- Terol, destaca sens dubte com a ciutat Mudèjar declarada Patrimoni de la UNESCO.
- Sogorb, amb la catedral i les diverses esglésies, el conjunt de la muralla i l'aqüeducte, l'arc de la Verònica i les torres del Botxí i de la presó.
- Xèrica, amb el seu conjunt històric artístic incloent-hi la torre mudèjar, i l'embassament de Xèrica. La via verda passa directament al costat d'aquest darrer.
- Altura, amb la Cartoixa de Valldecrist (fundada pel rei Martí l'Humà i la seua dona Maria de Luna als segles XIV-XV) d'enorme valor històric, la podem trobar tot just a 400 metres de la via verda.
- Albentosa, amb l'església d'estil gòtic tardà i renacentista.
- Sarrión, amb l'església parroquial de Sant Pere i les trinxeres de la guerra civil.
- La Pobla de Valverde
- Cella, amb el seu pou artesià
- Navaixes, s'ha habilitat un auditori natural, al costat d'una cascada anomenada el Salt de la Nóvia, on, tots els caps de setmana de la temporada d'estiu l'Ajuntament oferix gratis concerts a la nit. És també un dels trams del riu Palància més ben conservats. També és travessada per l'antic eix XYZ defensiu de trinxeres de la Guerra Civil, en fase d'estudi i recuperació.